# مود ماري بال
مود ماري بال (بالإنجليزية: Maude Mary Ball)‏ هي رسامة أيرلندية، ولدت في 5 أبريل 1883 في دبلن في جمهورية أيرلندا، وتوفي بنفس المكان في 7 أبريل 1969.